# Lévita (tanító)
A lévita régies szó, a jelentése: tanító, aki lelkészi szolgálatot is végez a református egyházban.

## A szépirodalomban
- Jókai Mór: A barátfalvi lévita[1]